# Henrik Hertz
Henrik Hertz (Copenhaguen, 25 d'agost de 1797 – Copenhaguen, 25 de febrer de 1870) fou un poeta danès.
Estudià Dret, però més tard es consagrà per complet a la literatura. El 1833 emprengué amb l'auxili de l'Estat un viatge a Alemanya, Itàlia, Suïssa i França, i al retornar aconseguí el títol de professor i el Parlament li concedí una pensió anual. Com a poeta Hertz pertany a l'escola d'Heiberg. Les seves opinions teòriques sobre la importància de la forma de l'art, enfront del material, les expressà amb el seu famós Gjengangerbreve (1830), una sèrie de cartes en vers, amb les quals prengué part en la polèmica entre Heiberg i Ohlenschläger, influint molt vers la tendència estètica de la seva època. Aquesta teoria la realitzà després en nombroses poesies pròpies. La seva especialitat fou la poesia dramàtica.

### Vodevils
- El senyor Burkardt i la seva família (1827)
- El debat en <L'amic del polícia> (diari local de Copenhaguen, 1835)
- El Jardí zoològic dels pobres

### Humor
- Les gestes del geni d'amor (1830)
- L'única mancança (1836)
- Emma (1832)
- La caixa d'estalvis (1838)
- Un mètode de guariment (1861)

### Drama
- Ninón de Lenclos (1848)
- Tonieta (1849)
- El més jove (1854)
- Yolanda, al que hi posà música per una òpera, el compositor espanyol Vicente Arregui Garay.

### Romàntic
- Filla del rei René (1845), que es presentà en quasi tots els teatres i que fou traduïda 10 vegades a l'alemany (14a edició, Leipzig, 1884)
- Svend Dyrings Haus (1837)
- Waldemar Atterdag (1839), peça basada en les cançons populars adaptades al teatre d'uan forma molt genial.

### Altres
- Digte, 1851-62) (poesies)
- Ambients i circumstàncies (1839)
- Johann Johnsen (1858-59)
- Dramatiske Varker (1854-73), 18 volums.